# A Cidadela
A Cidadela ("The Citadel") é um romance escrito por Archibald Joseph Cronin, em 1937, traduzido no Brasil por Genolino Amado.

## Sinopse
O livro narra a trajetória de Andrew Manson, desde seus tempos de jovem médico idealista atuando em vilarejos de mineradores no interior até seu sucesso profissional em Londres, quando se torna parte do sistema que tanto combatia.

## Cinema
O livro foi transformado no filme em 1938, ainda na época do cinema mudo na Inglaterra com o título de The Citadel, tendo como um dos roteiristas o próprio autor. O filme dirigido pelo diretor King Vidor.